# Arivaca
Arivaca is een geslacht van vlinders van de familie snuitmotten (Pyralidae), uit de onderfamilie Phycitinae.

## Soorten
- A. albicostella Grossbeck, 1917
- A. albidella Hulst, 1900
- A. artella Shaffer, 1968
- A. linella Shaffer, 1968
- A. ostreella Ragonot, 1887
- A. pimella Dyar, 1906
- A. poohella Shaffer, 1968